# Otto Schultze-Rhonhof

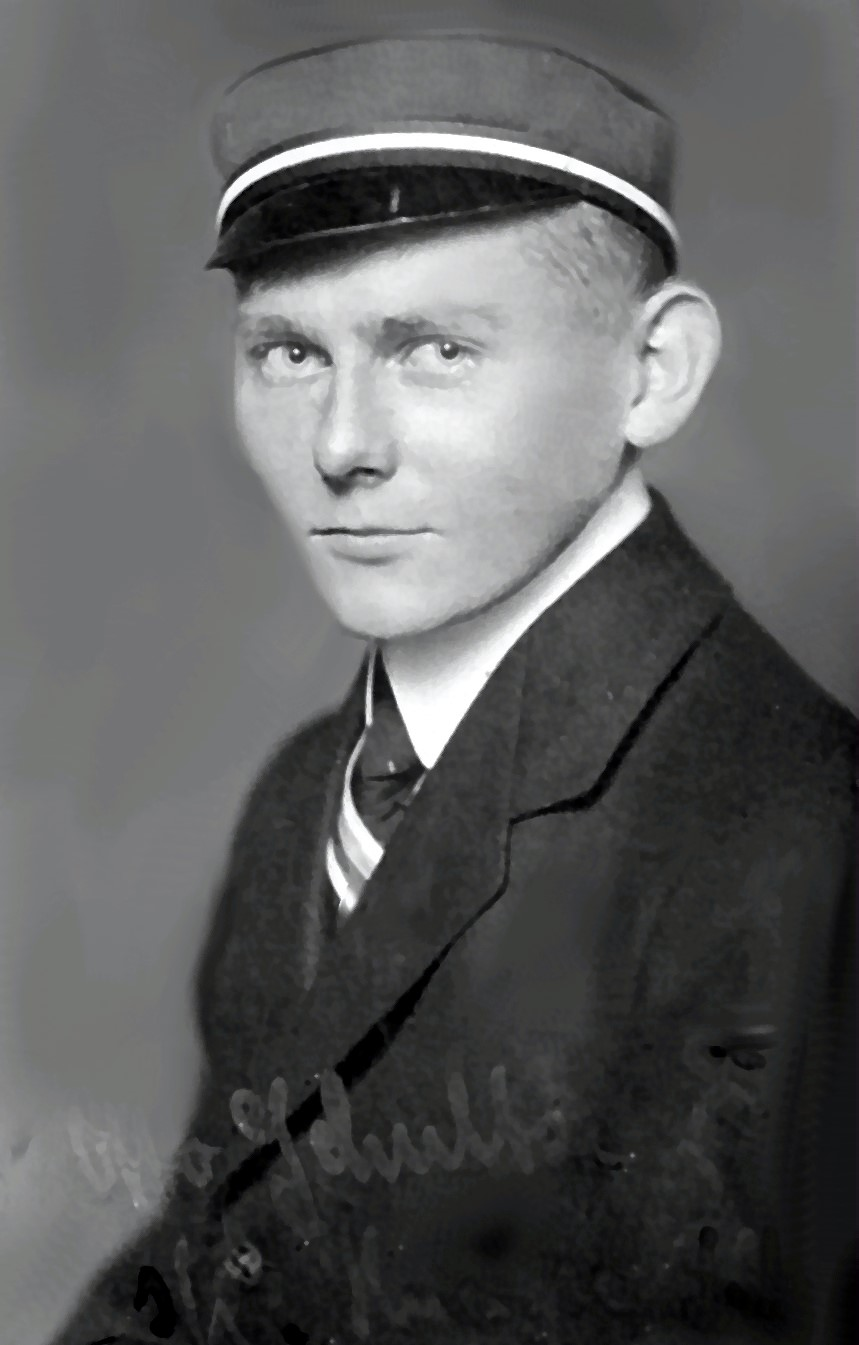
Otto Schultze-Rhonhof um 1920

Otto Schultze-Rhonhof (* 9. Oktober 1897 in Berlin; † 4. Dezember 1974 in Münster) war ein deutscher Verwaltungsjurist in Westfalen.

## Leben
Schultze-Rhonhof studierte an der Westfälischen Wilhelms-Universität und war seit 1919 Mitglied des Corps Rheno-Guestphalia. 1921 leitete er den Kösener Congress. 1933 trat er auf Aufforderung von Westfalens Landeshauptmanns Karl-Friedrich Kolbow der NSDAP bei. Karriere machte er als Verwaltungsjurist beim Provinzialverband der Provinz Westfalen. 1938 wurde er Geschäftsführer am Bispinghof (Münster), dem Sitz der Landesversicherungsanstalt Westfalen. Die neuere Forschung hebt in diesem Zusammenhang darauf ab, Schultze-Rhonhof sei „kein typischer Nationalsozialist, sondern vielmehr ein Mann des Ausgleichs zwischen konservativen Landesräten an der Landesversicherungsanstalt und der stramm nationalsozialistisch ausgerichteten Hauptverwaltung gewesen“; durch sein korrektes wie konsequentes Verwaltungshandeln habe er aber den Erfolg der Gleichschaltungspolitik erst ermöglicht. Nach dem Zweiten Weltkrieg wurde er Erster Direktor der Landesversicherungsanstalt Westfalen.
1939–1945 und 1955–1963 war er Vorstandsvorsitzender des Westfälischen Vereins für  Lupusbekämpfung. Für sein gesundheitspolitisches Engagement verlieh ihm die Medizinische Fakultät der Westfälischen Wilhelms-Universität 1957 (ein Jahr vor Albert Schweitzer) den Dr. med. h. c. Sein Corps wählte ihn zum Ehrenmitglied.